# 平和台駅 (千葉県)
平和台駅 （へいわだいえき）は、千葉県流山市流山四丁目にある、流鉄流山線の駅である。駅番号はRN5。
過去には、当駅から東邦酒類の工場まで引き込み線が引かれていた。

## 歴史
平和台の名は、平和不動産が開発・分譲した住宅地に由来する。
- 1933年（昭和8年）4月1日 - 赤城駅として開業[1]。
- 1965年（昭和40年）6月26日 - 赤城台駅に改称[1]。
- 1974年（昭和49年）10月1日 - 平和台駅に改称[2]。
- 2007年（平成19年）11月30日 - 駅舎に併設されていた売店が廃業となる[2]。

## 駅構造
単式1面1線ホームを持つ地上駅である。ホームと改札は線路の西側に設置されている。駅舎の入口付近の自動販売機コーナーは、かつての売店跡である。
入口には、「流山市ふるさと産品」の品々が飾っているディスプレーが置かれている。
隣の流山駅との駅間がとても短いので、流山駅の場内信号機が見える。

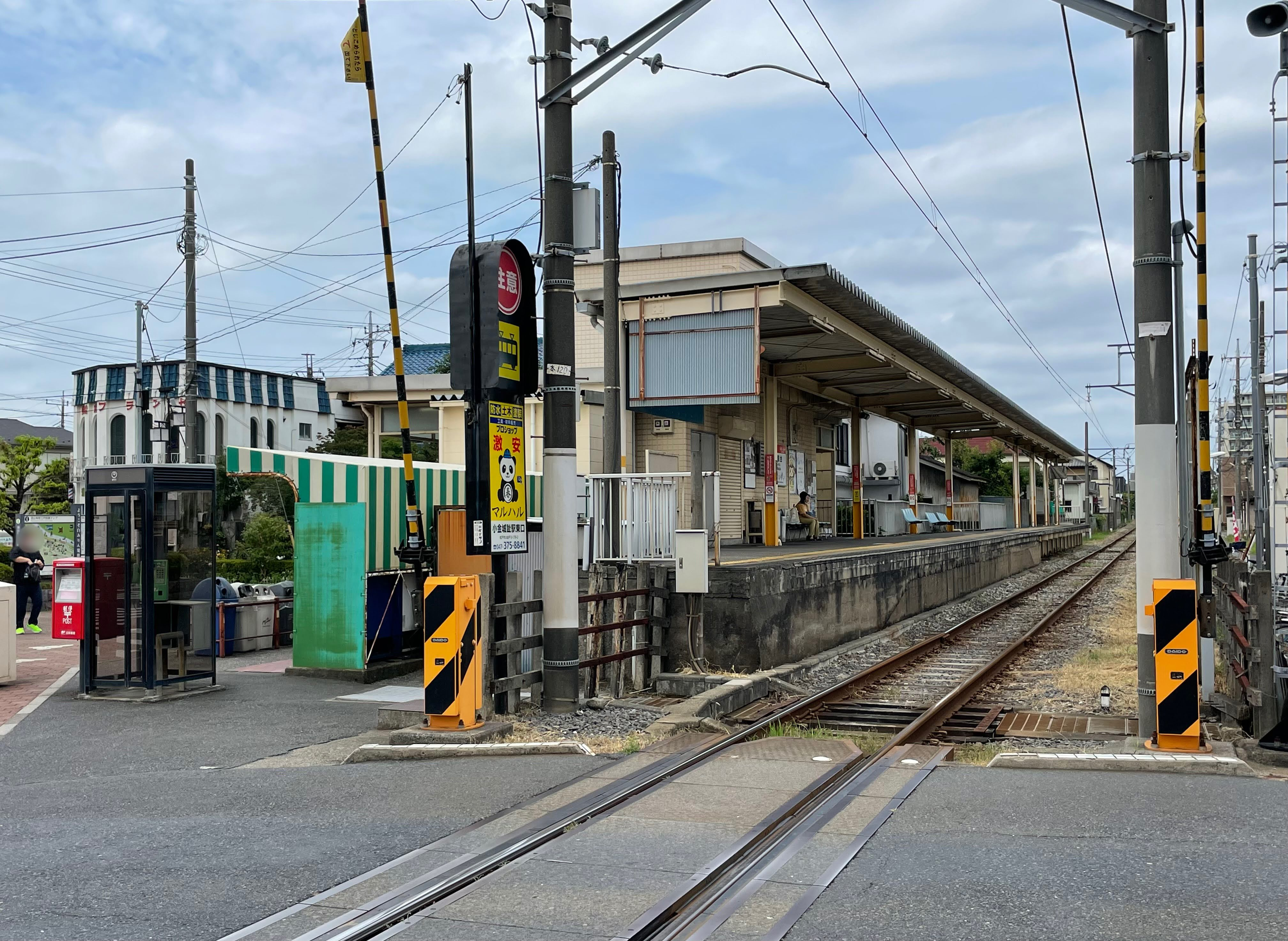
駅全景（2022年8月）
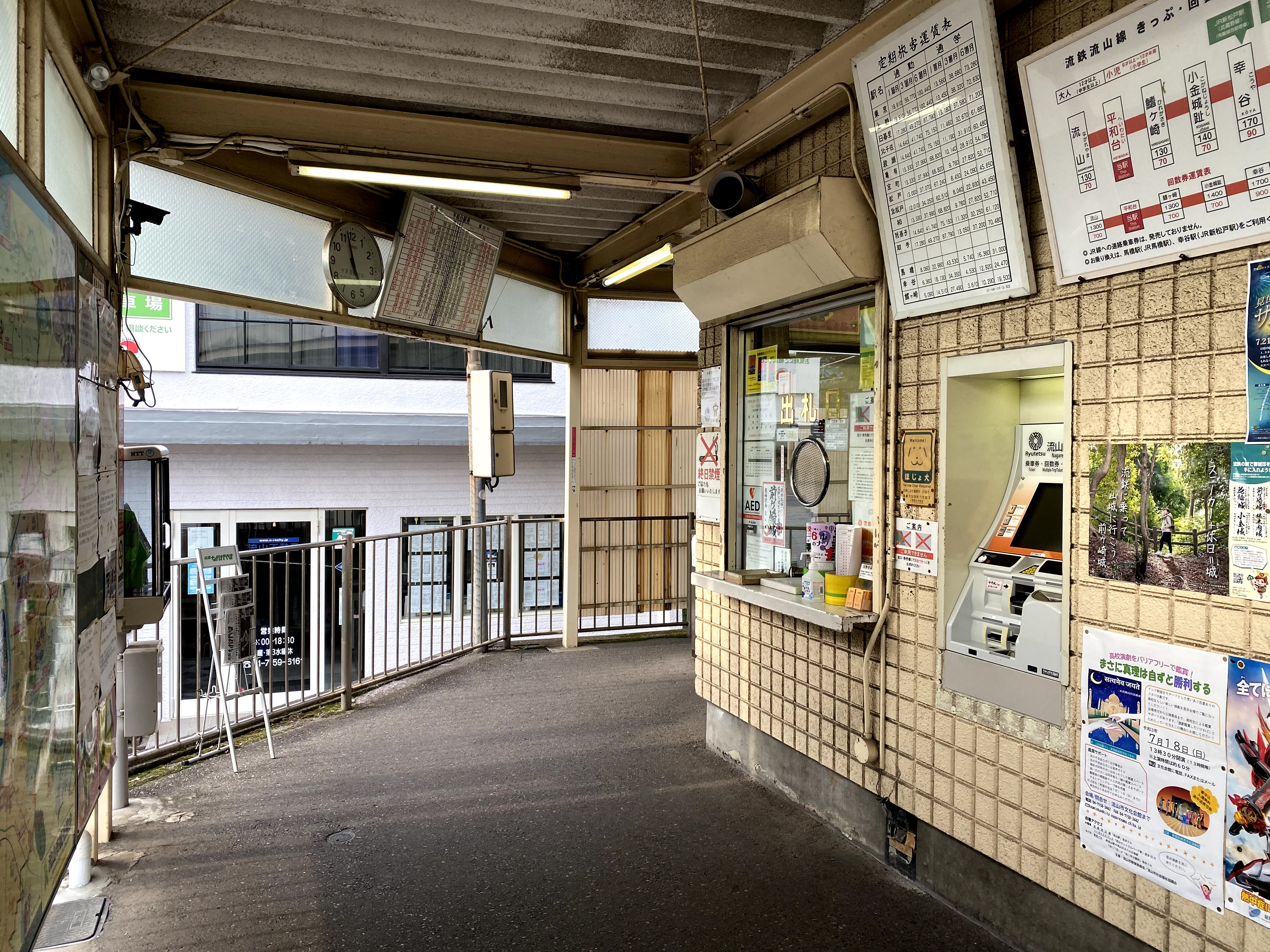
窓口と券売機（2021年7月）
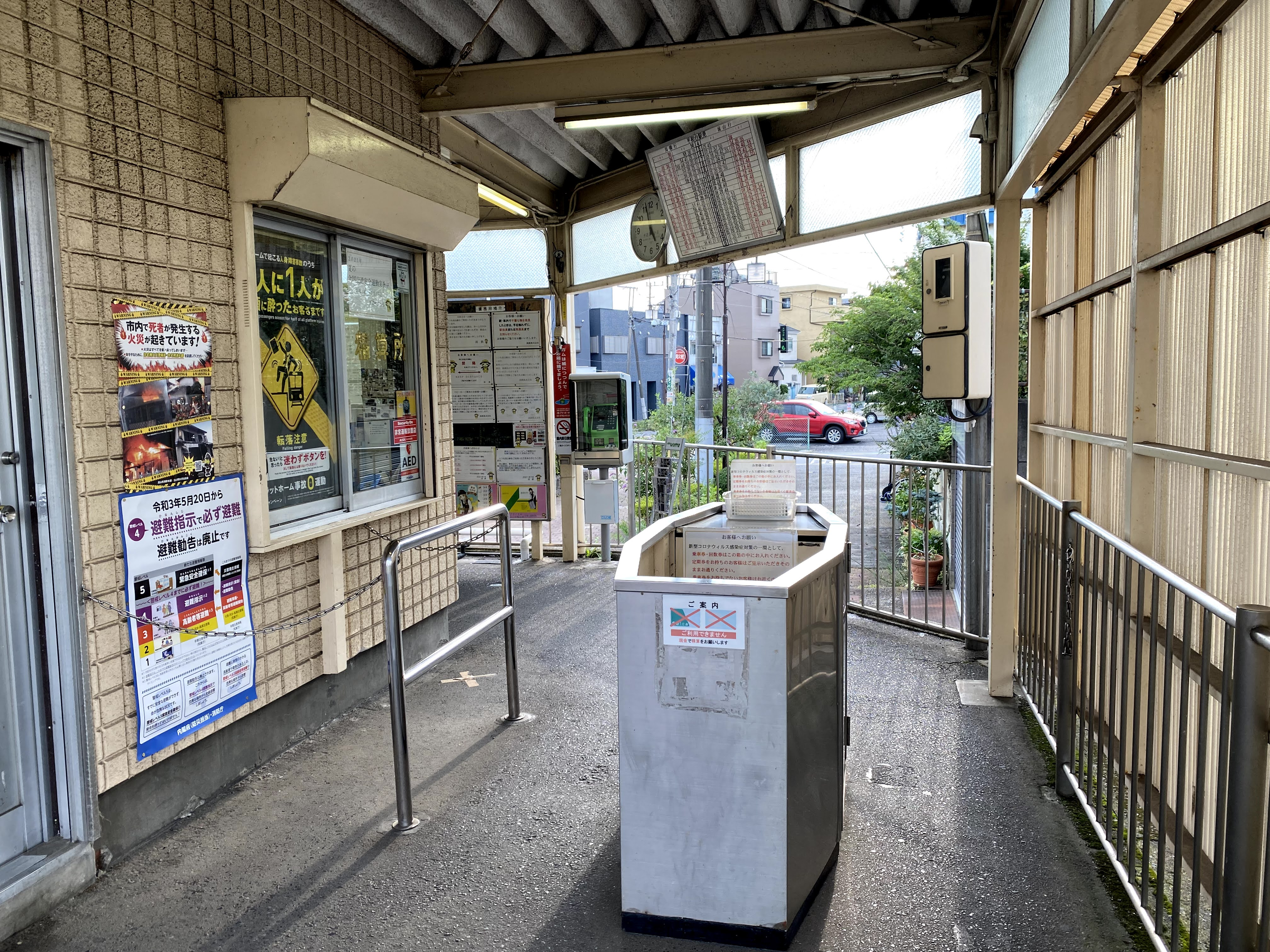
改札口（2021年7月）
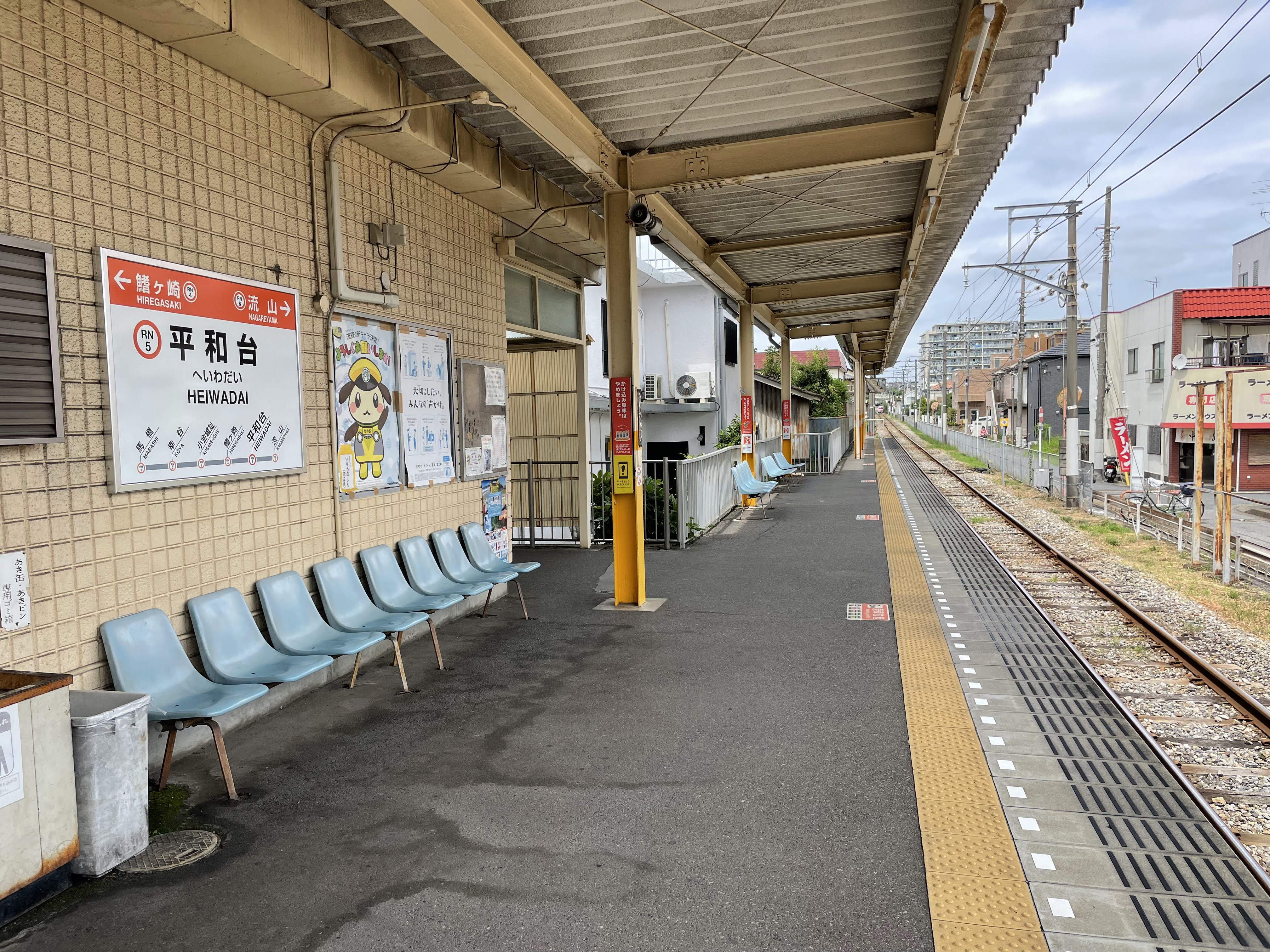
駅ホームから流山駅方面を望む（2022年8月）
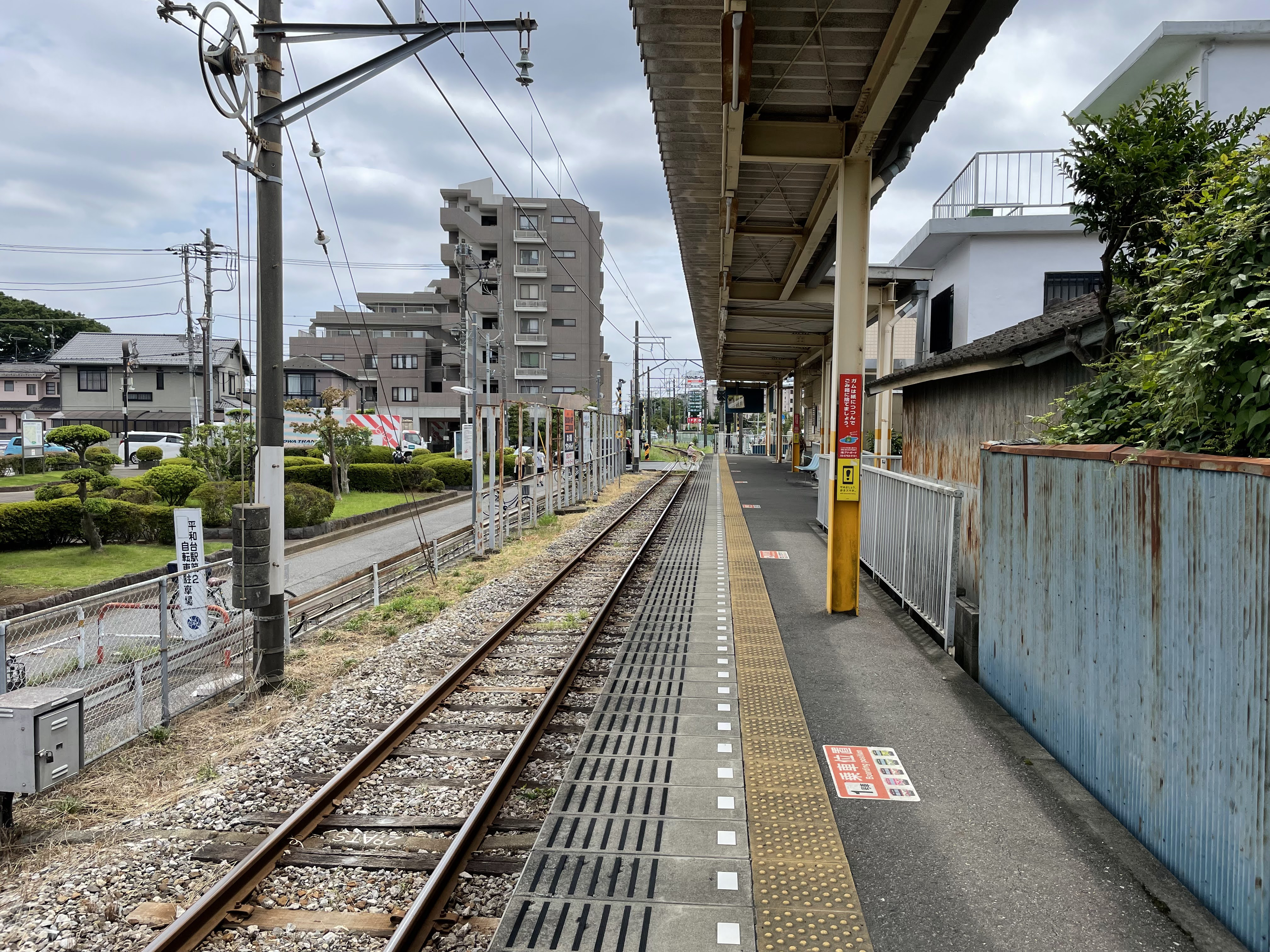
駅ホームから馬橋方面を望む（2022年8月）

## 利用状況
2020年（令和元年）度の一日平均乗車人員は1,016人で、流鉄6駅中4位である。近年の推移は下表の通り。
| 年度   | 一日平均 乗車人員 |
| ------ | ----------------- |
| 1990年 | 1,135             |
| 1991年 | 1,167             |
| 1992年 | 1,163             |
| 1993年 | 1,366             |
| 1994年 | 1,405             |
| 1995年 | 1,421             |
| 1996年 | 1,467             |
| 1997年 | 1,401             |
| 1998年 | 1,333             |
| 1999年 | 1,330             |
| 2000年 | 1,306             |
| 2001年 | 1,273             |
| 2002年 | 1,274             |
| 2003年 | 1,287             |
| 2004年 | 1,316             |
| 2005年 | 1,430             |
| 2006年 | 1,472             |
| 2007年 | 1,388             |
| 2008年 | 1,353             |
| 2009年 | 1,278             |
| 2010年 | 1,247             |
| 2011年 | 1,250             |
| 2012年 | 1,245             |
| 2013年 | 1,278             |
| 2014年 | 1,255             |
| 2015年 | 1,227             |
| 2016年 | 1,235             |
| 2017年 | 1,250             |
| 2018年 | 1,269             |
| 2019年 | 1,282             |
| 2020年 | 1,016             |

## 駅周辺

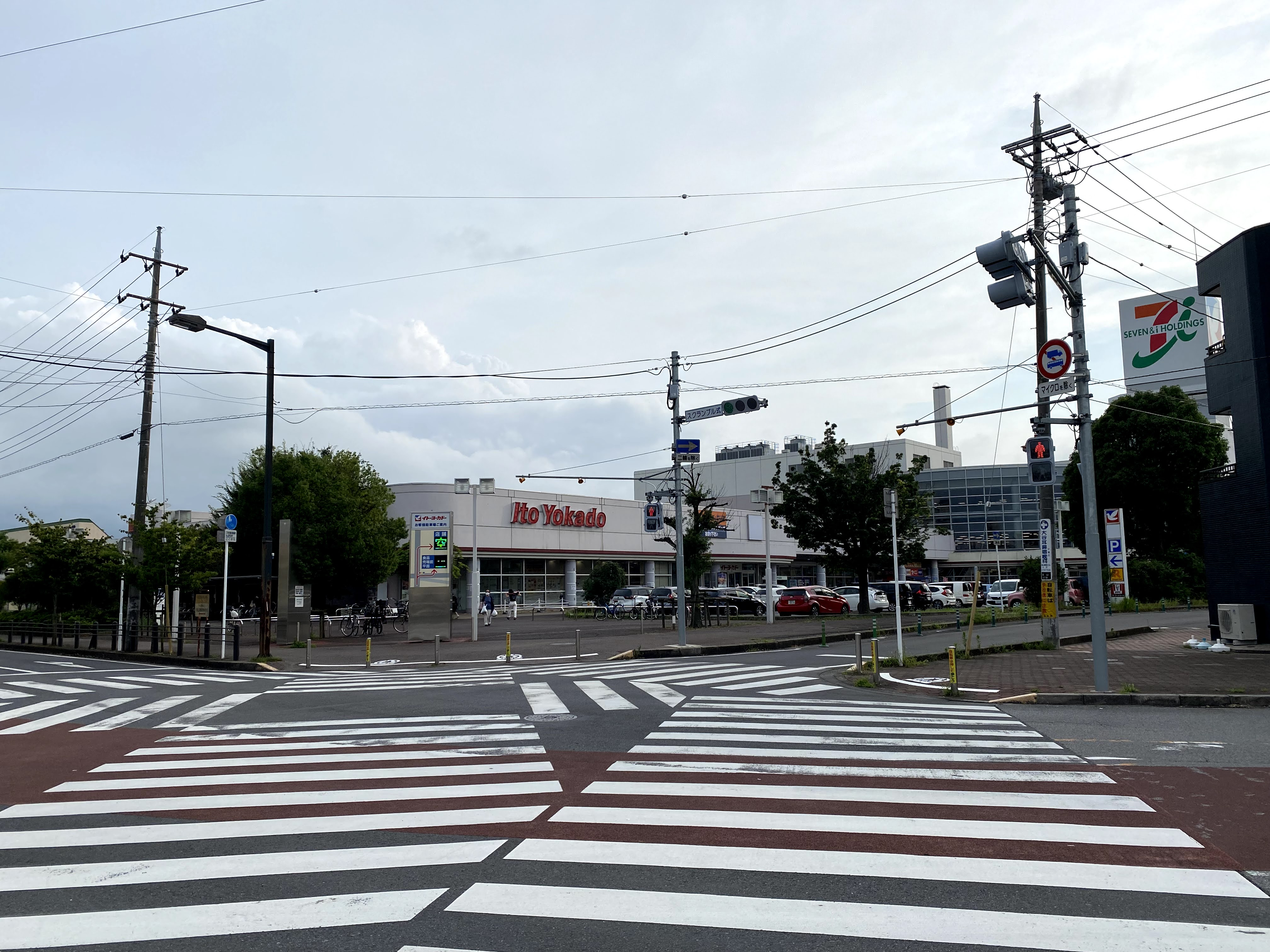
駅前のスクランブル交差点とイトーヨーカドー（2021年7月）

東側は新興住宅地（平和台）であり、流山駅付近まで広がる。南の踏切から東に向かって商店街が形成されている。南東の西平井・鰭ケ崎地区では市による土地区画整理事業が行われている。西側は千葉県道5号松戸野田線（流山街道）に沿う江戸時代からの市街地。南西側はかつての陸軍糧秣本廠流山出張所の所在地であり、戦後民間に払い下げられてキッコーマンなどの工場になった。現在では千葉県立流山南高等学校やイトーヨーカドーなどになっている。

### 西側（駅出入口側）
- 千葉県立流山南高等学校
- 流山市立流山小学校
- イトーヨーカドー 流山店

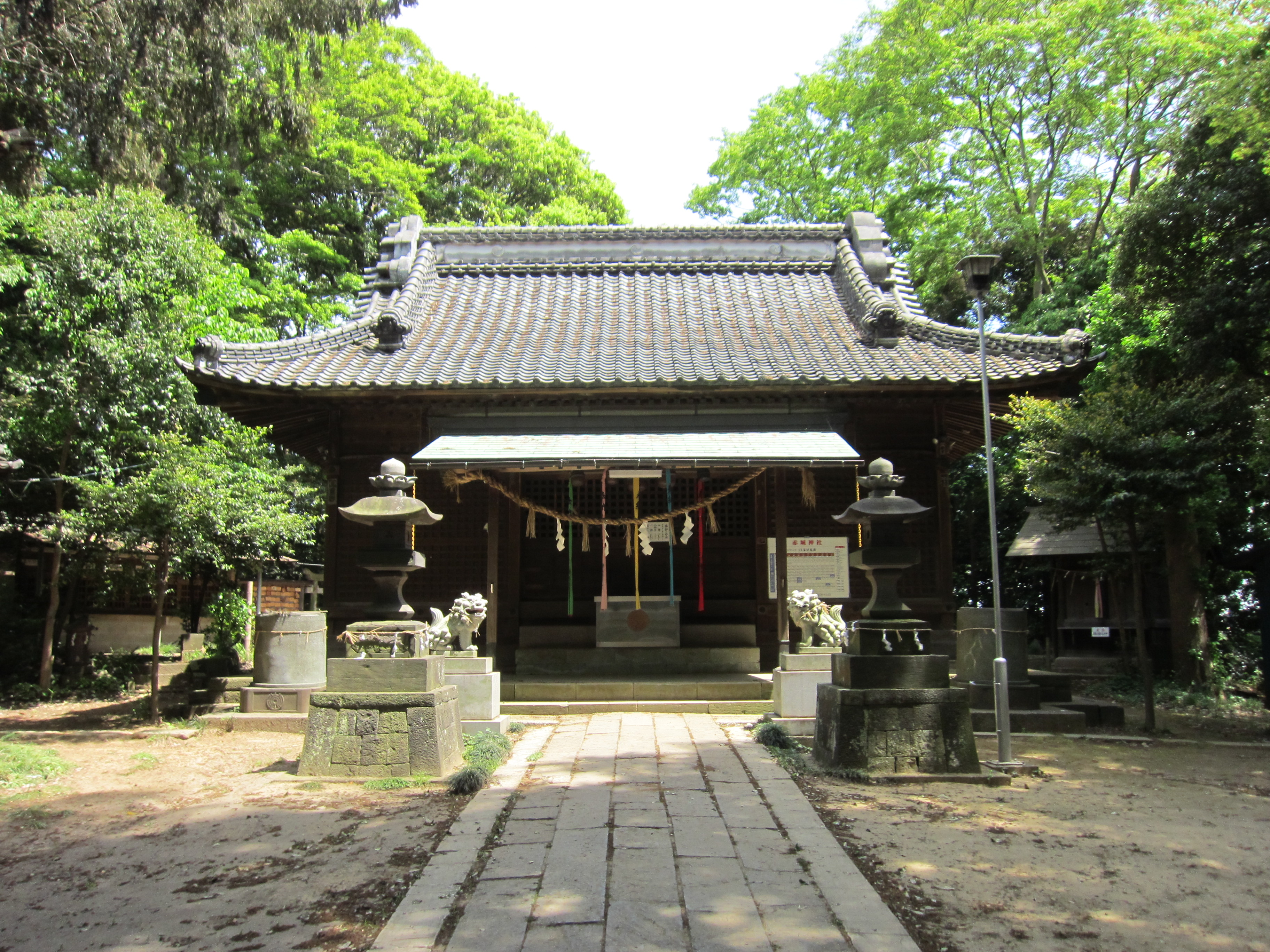
赤城神社

  - BOOKOFF SUPER BAZAARイトーヨーカドー流山店
- メトロ 流山店
- ケーズデンキ 流山店
- しまむら 流山店
- ビバホーム 流山店
- メガネスーパー 平和台駅前店
- ライフケア流山会堂
- ライフピア流山平和台
- 赤城神社 - 流山の地名の由来となる。
- 一茶双樹記念館（小林一茶）

### 東側
- とうかつ中央農業協同組合 流山支店
- ヨークマート 平和台店
- ビッグ・エー 平和台店
- マミーマート 西平井店
- マツモトキヨシ 西平井店
- 京葉銀行 流山支店

## バス路線
最寄りのバス停は、駅東側にある「平和台駅前」、駅西側の流山街道沿いにある「流山五丁目」、駅西側にある「平和台駅入口」の3ヶ所で、いずれも駅から徒歩約5分の位置にあり、南北方面に向かう路線バスが経由する。
平和台駅前
- 東武バスセントラル（吉川営業所）
  - [南流01][南流02] 南流山駅行 [広報 2]
  - [南流01] 花輪城跡公園前経由クリーンセンター行
 [南流02] 流山警察署前経由流山おおたかの森駅西口行[広報 3]

流山五丁目
- 京成バス（松戸営業所）
  - [松71] 南流山駅北口行
[松73] 南流山駅南口・南流山中学校・日大歯科病院経由松戸駅行
[松74] 南流山駅南口・南流山中学校・日大病院入口経由松戸駅行[広報 4]
  - [松71][松73][松74] 流山市役所経由江戸川台駅行[広報 5]

平和台駅入口
- 京成バス
  - [流03] 流山駅・三輪野山四丁目経由流山おおたかの森駅西口行[広報 6]

## 隣の駅
流鉄
 流山線
鰭ヶ崎駅 (RN4) - 平和台駅 (RN5) - 流山駅 (RN6)

#### 広報資料・プレスリリースなど一次資料
1. ↑  街の紹介｜西平井・鰭ヶ崎地区（にしひれ）の宅地分譲・土地情報
2. ↑  南流山駅行
3. ↑  流山おおたかの森駅西口行・クリーンセンター行
4. ↑  南流山駅北口行・松戸駅行
5. ↑  江戸川台駅行
6. ↑  流山おおたかの森駅西口行

#### 統計資料
1. ↑  令和2年版流山市統計書 (PDF)  11 運輸・通信の章を参照
2. ↑  令和2年版流山市統計書 (PDF)  11 運輸・通信の章を参照
3. ↑  https://www.pref.chiba.lg.jp/toukei/toukeidata/nenkan/nenkan-r03/index.html#unyutuusin